# Unione Sportiva Cagliari 1938-1939
Questa pagina raccoglie le informazioni riguardanti l'Unione Sportiva Cagliari nelle competizioni ufficiali della stagione 1938-1939.

## Rosa
| N. |                   | Ruolo | Calciatore           |
| -- | ----------------- | ----- | -------------------- |
|    | Italia (bandiera) | A     | Francesco Asquer     |
|    | Italia (bandiera) | D     | Luigi Brusa          |
|    | Italia (bandiera) | C     | Mariolino Congiu     |
|    | Italia (bandiera) | C     | Enrico Corrias       |
|    | Italia (bandiera) | C     | Raffaele Corrias     |
|    | Italia (bandiera) | A     | Dario Dari           |
|    | Italia (bandiera) | C     | Marco Dessì          |
|    | Italia (bandiera) | A     | Aldo Vittorio Fercia |
|    | Italia (bandiera) | A     | Silvestro Grandesso  |
|    | Italia (bandiera) | P     | Antonio Loi          |
|    | Italia (bandiera) | A     | Salvatore Macis      |
|    | Italia (bandiera) | A     | Ugo Mamberti         |
|    | Italia (bandiera) | C     | Gesuino Maxia        |

| N. |                   | Ruolo | Calciatore          |
| -- | ----------------- | ----- | ------------------- |
|    | Italia (bandiera) | C     | Leandro Meloni      |
|    | Italia (bandiera) | A     | Angelo Migoni       |
|    | Italia (bandiera) | C     | Pietro Murtas       |
|    | Italia (bandiera) | C     | Efisio Orani        |
|    | Italia (bandiera) | D     | Francesco Pau       |
|    | Italia (bandiera) | A     | Giovanni Pisano     |
|    | Italia (bandiera) | C     | Vincenzo Putzoni    |
|    | Italia (bandiera) | A     | Roberto Renza       |
|    | Italia (bandiera) | D     | Giampaolo Schinardi |
|    | Italia (bandiera) | C     | Francesco Servetto  |
|    | Italia (bandiera) | P     | Flavio Siddi        |
|    | Italia (bandiera) | D     | Libero Teodoldi     |